# Église Saint-Michel de Moscopole
L'église Saint-Michel ou église des Archanges-Michel-et-Gabriel est une église orthodoxe située à Moscopole, en Albanie. Elle est protégée au titre des Monuments culturels d'Albanie depuis 1948.

## Historique
L'église Saint-Michel est érigée en 1722. Elle est une des cinq églises subsistant dans l'ancienne métropole aroumaine de Moscopole.
En 1948, durant la politique de répression des cultes, l'église devient un Monument culturel d'Albanie. En 1996, l'église est attaquée par des extrémistes islamistes, qui endommagent sévèrement vingt-trois peintures de saints.

## Architecture
La structure de l'édifice est semblable à celle d'une basilique. L'église comporte une nef et deux collatéraux. De dimensions 33 × 15 × 9 mètres, l'édifice repose sur deux colonnes principales. Deux lignes de colonnes séparent la nef des deux collatéraux. Les trois espaces, de même hauteur que le naos, possèdent chacun une coupole différente. L'abside, située à l'extrémité est, ne possède pas de coupole. Le narthex, situé à l'ouest, est d'une architecture semblable à la partie subsistante du naos. Il possède des colonnes en pierre, des arcs et des coupoles.
Seules quelques traces subsistent du cloître détruit.